# اکسیژن (آلبوم)
| بررسی انتقادی | بررسی انتقادی |
| منبع          | رتبه‌بندی      |
| ------------- | ------------- |
| آل میوزیک     | [ ۱ ]         |

اکسیژن (به فرانسوی: Oxygene) , یک آلبوم موسیقی بی‌کلام الکترونیک، به تهیه‌کنندگی، آهنگسازی و نوازندگی موسیقیدان فرانسوی، ژان میشل ژار است. این آلبوم اولین بار در دسامبر ۱۹۷۶ در فرانسه توسط شرکت Dreyfus منتشر شد. پس از آن، در تابستان ۱۹۷۷ به‌طور جهانی انتشار یافت. ژار این آلبوم را در آشپزخانه آپارتمان خود و توسط سینت سایزرهای آنالوگ و سایر ابزارآلات موسیقی الکترونیک نواخت. این آلبوم، با فروش بالایی مواجه گشته و تأثیرات فراوانی را بر موسیقی الکترونیک گذاشته‌است. اکسیژن، اولین آلبوم پرفروش ژار در عرصه جهانی به‌شمار می‌آید که توانست وی را به عنوان موسیقی دان و آهنگساز به مردم بشناساند.

## تاریخچه
در سال ۱۹۷۶, ژار در چند پروژه تبلیغاتی و نیز آهنگسازی برای باله، شرکت کرد که هیچ‌کدام از آن‌ها با موفقیت چندانی روبرو نشد. پس از آن، ساختن آلبوم اکسیژن را در مدت هشت ماه، با کمک سینتی سایزر‌های آنالوگ و یک دستگاه ضبط کننده، در آشپزخانه آپارتمان خود به اتمام رساند. اما هیچ ناشری فروش این آلبوم را نمی‌پذیرفت. ژار در این باره می‌گوید:
 اکسیژن نه خواننده ای داشت و آهنگ‌های آن حتی عنوان مناسبی هم نداشتد فقط: یک، دو، سه… حتی مادرم هم به من گفت چرا اسم آلبومت، نام یک گاز است؟! به همین خاطر، انتشار این آلبوم توسط شرکت‌های مختلفی پذیرفته نشد.
سرانجام شرکتی نشر این آلبوم را پذیرفت. Francis Dreyfus رئیس شرکت Disques Motors که ژار توسط همسر Dreyfus با او آشنایی یافت، قبول کرد که این آلبوم را به تعداد ۵۰۰۰۰ نسخه منتشر کند. گرچه، Dreyfus نیز در انتشار این آلبوم تردید فراوان داشت. بعدها، اکسیژن به تعداد ۱۵ میلیون نسخه در سرتاسر جهان به فروش رفت و به یکی از موثرترین آلبوم‌ها در زمینه موسیقی الکترونیک بدل گشت.
جلد این آلبوم، یک نقاشی اثر مایکل گرنجر، نقاش است که آثار وی، رویکرد طبیعت گرایانه دارند. این تابلو که توسط شارلوت رمپلینگ همسر آینده ژار در ان زمان به او هدیه شد، نمایشگر کره زمین است که از بخشی از آن، یک جمجمه در حال نمایان شدن است و به بیان نابودی محیط زیست می‌پردازد. ژار دربارهٔ دلیل انتخاب جلد آلبوم اکسیژن می‌گوید:
سی سال پیش عده کمی از مردم به کره زمین فکر می‌کردند، اما من همواره به این موضوع علاقه‌مند بوده‌ام، نه اینکه فقط به جنبه سیاسی اش فکر کنم، بلکه افکارم بیشتر یک شکل شاعرانه و سورئالیستی داشت
پس از انتشار آلبوم اکسیژن، ترک اکسیژن چهار به عنوان موسیقی محوری این آلبوم شناخته شد. در بریتانیا،  Radio1 و در اروپا،  Europe1 این آهنگ را به عنوان موسیقی بسیاری از برنامه‌های خود برگزیده و پخش می‌کردند.
فرانسیس ریمبرت، همکار دیرینه ژار که در آن زمان در یک فروشگاه موسیقی در پاریس کار می‌کرد، دربارهٔ این آلبوم می‌گوید:
 در آن زمان، در هر فروشگاهی که یک کیبورد وجود داشت، می‌شد جوانانی را دید که تلاش می‌کنند اکسیژن ۴ را بنوازند! یک پدیده بزرگ در حال به وقوع پیوستن بود!
در سال ۱۹۹۷, ژار ادامه اکسیژن را در آلبومی به نام اکسیژن ۷–۱۳ ساخت. (آلبوم اکسیژن شامل شش ترک بوده و ادامه آن، ترک‌های ۷ تا ۱۳ را در بر می‌گیرد). جدای از اختلاف زمانی بین انتشار این دو آلبوم، اکسیژن ۷–۱۳ فضایی مشابه با اکسیژن داشته و ژار از سینت سایزرهای قدیمی به کار برده شده در اکسیژن برای ساخت این آلبوم نیز استفاده کرده‌است. در سال ۲۰۰۷ و در سی امین سالگرد انتشار آلبوم اکسیژن، ژار این آلبوم را بر روی صحنه ای بدون تماشاگر برای نسخه DVD و نمایش سه بعدی آن اجرا کرد. برای اجرای این کنسرت بدون تماشاگر، ژان میشل ژار با استفاده از همان ابزار آلات قدیمی و کمک سه نوازنده، به اجرای اکسیژن و سه آهنگ جدید مرتبط کننده ترک‌های آلبوم پرداخت.

## میزان فروش
این آلبوم شامل شش ترک است که به سادگی با اعداد یونانی I,II,III,VI و.. از هم متمایز می‌گردند. اکسیژن تا به حال بیش از ۱۵ میلیون نسخه به فروش رفته‌است؛ و در جداول فروش فرانسه به رتبه اول، بریتانیا رتبه دوم و ایالات متحده به رتبه ۷۸ دست یافته‌است.

## فهرست آهنگها
تمامی آهنگها، توسط ژان میشل ژار ساخته و نواخته شده‌اند.
| شماره | نام                 | مدت   |
| ----- | ------------------- | ----- |
| ۱.    | «اکسیژن قسمت اول»   | ۷:۴۰  |
| ۲.    | «اکسیژن قسمت دوم»   | ۸:۰۸  |
| ۳.    | «اکسیژن قسمت سوم»   | ۲:۵۵  |
| ۴.    | «اکسیژن قسمت چهارم» | ۴:۰۴  |
| ۵.    | «اکسیژن قسمت پنجم»  | ۱۰:۲۳ |
| ۶.    | «اکسیژن قسمت ششم»   | ۶:۲۰  |